# Лозина-Лозинский, Владимир Константинович
Влади́мир Константи́нович Лю́бич-Ярмоло́вич-Лози́на-Лози́нский (26 мая 1885, Духовщина, Смоленская губерния — 26 декабря 1937, Новгород) — протоиерей Русской православной церкви.
Причислен к лику святых Русской православной церкви в 2000 году.

## Биография
Родился 26 мая 1885 года в городе Духовщина Смоленской губернии, в семье земских врачей народнических убеждений. Отец, Константин Степанович Лозина-Лозинский, происходил из старинного рода дворян Подольской губернии, полная фамилия — Любич-Ярмолович-Лозина-Лозинский. Мать Варвара Карловна — дочь генерал-лейтенанта К. Ф. Шейдемана, героя Крымской войны.
В 1888 году его мать заразилась тифом и умерла. Семья перебралась в Санкт-Петербург. Отец его стал врачом на Путиловском заводе. Владимир был необыкновенно добрым и бескорыстным ребёнком. Ему был присущ врождённый аристократизм.
В 1904 году Владимир окончил гимназию Императорского Человеколюбивого общества и сразу поступил на юридический факультет Санкт-Петербургского университета.

### На гражданской службе
В 1910 году он начал службу Правительствующем Сенате. Одновременно молодой юрист продолжал изучать историю архивного дела и через два года окончил Санкт-Петербургский археологический институт.
Служил помощником обер-секретаря 2-го (крестьянского) департамента.
Когда началась Первая мировая война, Владимир Константинович стремился на фронт, но не был взят на действительную службу по состоянии здоровья. В годы войны был помощником начальника Петроградской санитарной автомобильной колонны, руководил перевозкой раненных со столичных вокзалов и распределял их по госпиталям.
Прекрасно говорил на европейских языках, писал стихи (некоторые на французском языке).
После прихода к власти большевиков работал статистиком на Московско-Рыбинской железной дороге. Его семья жила в церковном доме, её соседями были клирики духовенство находившейся рядом церкви св. Екатерины. В начале «красного террора» настоятель этого храма протоиерей Александр Васильев и причт были расстреляны, после чего Владимир Лозина-Лозинский решил стать священником.

### Священник в Петрограде
В 1920 году был рукоположён в иереи, служил в университетской Петропавловской церкви, затем — настоятель этого храма, который к тому времени был переведён на квартиру академика И. И. Срезневского и освящён в честь Всех Святых. Несколько месяцев служил вторым священником в церкви свв. Космы и Дамиана, настоятелем которой был епископ Мануил (Лемешевский). В 1923 году окончил Петроградский богословский институт.

### В тюрьме, лагере и ссылке
В 1924 году был арестован по делу Спасского братства. По ходатайству родных и близких был освобождён по причине «острого душевного расстройства». Существует версия, что родственники смогли «добыть» нужную справку; при этом никто из хороших знакомых его не считал сумасшедшим, а его показания на следствии, как сказано в жизнеописании о. Владимира, «отличаются глубокой продуманностью, осторожностью и взвешенностью, присущими юридически образованному человеку, не желавшему никого предать».
В феврале 1925 года был вновь арестован, по обвинению в монархическом заговоре и служении панихид с поминовением царской семьи, приговорён к расстрелу, заменённому десятилетним лишением свободы. Находился в заключении в Соловецком лагере особого назначения (СЛОН). По воспоминаниям современников,

яркая личность о. Владимира запомнилась многим его соузникам-соловчанам. «Изящный, с небольшой красивой остриженной бородкой, он уже по внешности отличался от общего типа русского духовенства…». Аристократизм поведения, наклонностей и привычек не исчезал даже, «когда он отвешивал вонючую воблу» в продовольственном ларьке, разносил посылки или мыл управленческие уборные. Но врождённый такт «и, главное, светившаяся в нём глубокая любовь к человеку сглаживали внешние различия с окружающими», делали о. Владимира своим в среде духовенства. Он был «так воздушно-светел, так легко-добр, что кажется воплощением безгрешной чистоты, которую ничто не может запятнать».

В ноябре 1928 года заключение в лагере было заменено ссылкой на пять лет в Сибирь. Находился в пересыльной тюрьме Ленинграда, затем был отправлен в деревню Пьяново, находящуюся в 150 километрах от города Братска Иркутской области. В той же деревне отбывал ссылку епископ Василий (Зеленцов).

### Служение в Новгороде
Был освобождён из ссылки, с 1934 года служил в Новгороде, где правящим архиереем был архиепископ Венедикт (Плотников), ранее, как и о. Владимир, служивший ранее в Петроградской епархии. С 1935 года — настоятель кафедрального Михаило-Архангельского собора, что на Прусской улице. Современники характеризовали его так:

Бодрый и необыкновенно сильный духом, он живёт, как подвижник, святой Божий человек, забывая о себе и своей плоти исключительно для ближнего своего и для любви к страждущим. Нельзя не удивляться и не преклоняться перед такой силой духа при совершенно истощённом и слабом организме.

### Аресты и мученическая кончина
14 мая 1936 году был арестован, отправлен на обследование в областную больницу для душевнобольных, где признан вменяемым. 8 декабря 1937 году вновь арестован, обвинён в участии в деятельности некоей антисоветской группы «Народная демократия на основе неогосударственного капитализма». Виновным себя не признал, существования группы не признавал. 19 декабря приговорён к расстрелу «тройкой» при УНКВД по Новгородской области. 26 декабря 1937 года расстрелян.

## Канонизация
Причислен к лику святых новомучеников и исповедников Российских на Юбилейном Архиерейском соборе Русской православной церкви в августе 2000 для общецерковного почитания.

## Стихи
Из небольшого поэтического наследия Владимира Лозина-Лозинского:
В МОНАСТЫРЕ
Вас поведут по тем местам, 

Где притаился нежный шорох, 

Где дум невыплаканных ворох 

Всё говорит о чём-то вам… 

Где проливался тёплый воск 

Большими жёлтыми слезами, 

А перед мшистыми стенами 

В камнях из камня крест пророс… 

Где с арки выломанной вниз 

Сбегают серые ступени, 

И дремлют сумрачные тени, 

Где чей-то грех, упавший ниц… 

Но здесь теперь уж не найдёшь 

Напевов нежных колоколен, 

И словно тайно тяжко болен 

Спит монастырь, как старый дож… 

И вот теперь, в ушедший век, 

Вы здесь пройдёте молча мимо, 

И вам приснится меч Селима, 

Клобук, татары, Булат-бек… 

В стене чугунное кольцо, 

Седины, чёрный чёрк змеи, 

Писанье старца Досифея 

И чьё-то строгое лицо…

## Семья
- Отец — Константин Степанович (1859—1940) происходил из обрусевшей дворянской семьи выходцев из Польши, принадлежавшей к роду Лозина-Лозинских (указом Сената, чтобы отличить от остальных, эта ветвь рода получила фамилию «Любич-Ярмолович-Лозина-Лозинские»; обычно она сокращалась до двух последних слов). Был земским врачом, затем работал врачом на Путиловском заводе.
- Мать — Варвара Карловна Шейдеман, происходила из обрусевших немцев, дочь генерал-лейтенанта Карла Шейдемана, героя Крымской войны, командовавшего артиллерией при штурме Евпатории. Одна из первых российских женщин, получивших медицинское образование. В 1888, ухаживая за больными, заразилась тифом и скончалась.
  - Брат — Алексей Константинович (1886—1916), поэт, прозаик.
- От второго брака отца К. С. Лозины-Лозинского с Ольгой Владимировной, урождённой Сверчковой[3][4].:
  - Брат — Павел Константинович (род. и ум. 1893)
  - Брат — Константин Константинович (27 апреля 1894, Санкт-Петербург — 2 февраля 1986, Рим). Врач, сотрудник санитарного управления Рима, философ. Он был женат на Анне Ивановне урожденной Щегловитовой, в первом браке Ханенко (13 февраля 1895 — 24 мая 1970), дочери И. Г. Щегловитова министра юстиции (1906—1915), председателя Советов монархических съездов, председателя Государственного совета (с 1.01.1917); расстрелянного в 1918 году в ходе красного террора[5][6][7]. В эмиграции с 1917 года.
  - Сестра — Ирина Константиновна, в замужестве Северцова (1897—1986), замужем за С. А. Северцовым.
  - Брат — Лев Константинович (1899—1984), — цитолог, один из пионеров криобиологии, сотрудник Института цитологии АН СССР[8][9][10]

## Публикации
- Из соловецких тетрадей / вступ. ст. и подг. текстов Ф. О. Стукалова // Учёные записки Российского православного университета апостола Иоанна Богослова. — М., 1995. — Вып. 1. — С. 188—199
- «Из старой папки…» // Мир Божий. 2002. — № 1 (8). — С. 54-57 [публикация стихов без указания авторства].